# برج کبوتر زین‌العابدین
برج کبوتر زین العابدین اژیه مربوط به دوره قاجار است و در شهرستان اصفهان، بخش جلگه، شهر اژیه، مزارع ساحل زاینده رود و شمال غربی شهر واقع شده و این اثر در تاریخ ۶ اسفند ۱۳۸۵ با شمارهٔ ثبت ۱۷۴۷۸ به‌عنوان یکی از آثار ملی ایران به ثبت رسیده است.